# Stadio San Martín y Punta Arenas
L'Estadio San Martín y Punta Arenas è stato uno stadio calcistico di Buenos Aires, in Argentina; aveva una capacità massima di 10.000 persone. Come la maggior parte degli stadi dell'epoca prendeva il nome dalle strade in cui era situato.

## Storia
L'impianto fu inaugurato il 26 luglio 1925, e sostituì il vecchio stadio. Il terreno fu affittato al club dalla Ferrocarril del Pacífico e fu concesso in uso esclusivo all'Argentinos. Era considerata una struttura avanzata: era dotata di spalti in ferro e cemento armato lunghi 28 metri e di tribune di legno della lunghezza di 15 metri. L'Argentinos vi giocò diversi campionati di massima serie, tra cui la prima edizione del campionato professionistico argentino, la Primera División organizzata dalla Liga Argentina de Football nel 1931. Nel campionato 1937 la squadra retrocede in seconda serie, e lo stadio gli viene sottratto in quanto la società manca di pagare l'affitto. In seguito, nello stesso anno, la Ferrocarril del Pacífico decise di smantellare la struttura. L'Argentinos si trasferì, nel 1940, in un nuovo impianto situato a Boyaca y Médanos.